# The Man of the Hour
The Man of the Hour is een Amerikaanse dramafilm uit 1914 onder regie van Maurice Tourneur.

## Verhaal
Nadat hij een fortuin heeft vergaard in het Wilde Westen, keert Henry Garrison terug naar New York. Hij wordt er de beschermeling van de man die de zelfmoord van zijn vader op zijn geweten heeft en wordt ook verliefd op diens dochter. Op twee maanden tijd slaagt hij erin om tot burgemeester te worden verkozen. Hoewel hij over weinig politieke ervaring beschikt, bestuurt hij New York met ferme hand.

## Rolverdeling
| Acteur          | Personage               |
| --------------- | ----------------------- |
| Robert Warwick  | Henry Garrison          |
| Alec B. Francis | George Garrison         |
| Ned Burton      | Richard Horrigan        |
| Eric Mayne      | Charles Wainwright      |
| Johnny Hines    | Perry Carter Wainwright |
| Belle Adair     | Dallas Wainwright       |
| Chester Barnett | Joe Standing            |
| Thomas Jackson  | Sheriff Smith           |
| Bert Starkey    | Graham                  |
| Charles Dungan  | Portier                 |